# USS Mannert L. Abele (DD-733)
O USS Mannert L. Abele foi um contratorpedeiro operado pela Marinha dos Estados Unidos que serviu durante a Segunda Guerra Mundial.
O navio foi batizado em homenagem ao tenente comandante Mannert L. Abele, comandante de um submarino da marinha norte-americana que se perdeu no mar durante a guerra, e que foi condecorado postumamente com a Cruz da Marinha por ter afundado três navios japoneses num único dia.
O navio desempenhou um papel vital na Batalha de Okinawa, na qual tinha a missão de detetar e interceptar aeronaves inimigas que se aproximassem. O navio naufragou durante a batalha, após dois ataques kamikaze em 12 de Abril de 1945, foi o primeiro navio de guerra a ser atingido por um Yokosuka MXY-7 Ohka, causou a morte de 84 marinheiros.
Os destroços do navio foram encontrados em 2023.